# 五十嵐良雄 (教育評論家)
五十嵐 良雄（いがらし よしお、1930年5月20日 - 2011年6月8日）は、日本の教育評論家、政治活動家。

## 来歴
東京府南葛飾郡小松川（のち東京都江戸川区小松川）生まれ。1948年に日本共産党員となる。早稲田専門学校卒、東京都立江戸川高等学校卒、1949年中央労働学園大学に入学、全学連書記局で働く。1955年東京学芸大学英語専修課程修了、清水書院編集部に入社、1958－1963年東京大学教育学部研究生、1963年世界経済研究所アジア＝アフリカ研究所員。インド、ベオグラード、モスクワなどアジア・アフリカ諸国の大学などに留学。1966－1967年和光大学教務学生課職員。大学闘争に際して日本教育学会を退会し、「反教育シリーズ」を主催。1970年横浜国立大学非常勤講師、1978年相模女子大学教授、1987年大学を逐われる。1990年湘南短期大学教授、98年定年退職。現代教育研究所所長。

## 著書
- 『国際教育論序説』現代評論社 1969
- 『転びの時代をいかに生きるか』現代書館 1976
- 『パトスから大学へ』現代書館 1977
- 『裁かれる大学』現代書館 1980
- 『世紀末ニッポンの教育論戦』社会評論社 1990
- 『五十嵐良雄氏の教育論の世界 2 (教育問題への基本的視点)』現代教育研究所まなびセンター出版部 1992
- 『教育カルトの時代』現代書館 1992
- 『教育関係法規概論(解説)』現代書館 1993
- 『J・J・ルソーの教育論』現代書館 1996

### 共編著
- 『学生・単位・教師 だいがくかいたい』正続　編 現代書館 反教育シリーズ 1972－73
- 『教育の虚妄を支える教科書』編 現代書館 反教育シリーズ 1973
- 『教育を問う』渡辺一衛共編 三一書房 1974
- 『教育情況への発言』編 現代書館 反教育シリーズ 1975
- 『教育とは何か』渡辺一衛共編 三一書房 1979

### 追悼文集
- 『魂の根源へ　五十嵐良雄追悼文集』相模女子大学現代教育研究会OG会 編/発売元：七月堂2013

## 参考
- 年譜『魂の根源へ　五十嵐良雄追悼文集』